# James Tolkan
James Stewart Tolkan, född 20 juni 1931 i Calumet i Houghton County, Michigan, är en amerikansk skådespelare. Tolkan är främst känd för sin roll som läraren Mr. Strickland i Tillbaka till framtiden-filmerna, samt som kommendörkapten Stinger i Top Gun.

## Filmografi, urval
- 1971 – Kanske en Sherlock Holmes
- 1973 – Serpico
- 1973 – Eddie Coyles kompisar
- 1979 – Huset som gud glömde
- 1982 – Hett om öronen
- 1985 – Tillbaka till framtiden
- 1986 – Top Gun
- 1987 – He-Man – universums härskare
- 1989 – Tillbaka till framtiden del II
- 1990 – Tillbaka till framtiden del III
- 1990 – Dick Tracy
- 2015 – Bone Tomahawk

## Teater

### Roller
| År   | Roll              | Produktion                                 | Regi           | Teater                          |
| ---- | ----------------- | ------------------------------------------ | -------------- | ------------------------------- |
| 1963 | Seth Gale Crimmin | Abe Lincoln in Illinois Robert E. Sherwood | Stuart Vaughan | Anderson Theatre, New York, USA |